# Linnaemya coxalis
Linnaemya coxalis är en tvåvingeart som först beskrevs av Robineau-desvoidy 1863.  Linnaemya coxalis ingår i släktet Linnaemya och familjen parasitflugor.
Artens utbredningsområde är Frankrike. Inga underarter finns listade i Catalogue of Life.